# Gunung Agung (Bumijawa)
Gunung Agung is een bestuurslaag in het regentschap Tegal van de provincie Midden-Java, Indonesië. Gunung Agung telt 4408 inwoners (volkstelling 2010).